# PPP1R3E
PPP1R3E (англ. Protein phosphatase 1 regulatory subunit 3E) – білок, який кодується однойменним геном, розташованим у людей на 14-й хромосомі. Довжина поліпептидного ланцюга білка становить 279 амінокислот, а молекулярна маса — 30 644.
| 10         |  | 20         |  | 30         |  | 40         |  | 50         |
| ---------- |  | ---------- |  | ---------- |  | ---------- |  | ---------- |
| MSRERPPGTD |  | IPRNLSFIAA |  | LTERAYYRSQ |  | RPSLEEEPEE |  | EPGEGGTRFG |
| ARSRAHAPSR |  | GRRARSAPAG |  | GGGARAPRSR |  | SPDTRKRVRF |  | ADALGLELAV |
| VRRFRPGELP |  | RVPRHVQIQL |  | QRDALRHFAP |  | CQPRARGLQE |  | ARAALEPASE |
| PGFAARLLTQ |  | RICLERAEAG |  | PLGVAGSARV |  | VDLAYEKRVS |  | VRWSADGWRS |
| QREAPAAYAG |  | PAPPPPRADR |  | FAFRLPAPPI |  | GGALLFALRY |  | RVTGHEFWDN |
| NGGRDYALRG |  | PEHPGSGGAP |  | EPQGWIHFI  |  |            |  |            |

A: Аланін

C: Цистеїн

D: Аспарагінова кислота

E: Глутамінова кислота

F: Фенілаланін

G: Гліцин

H: Гістидин

I: Ізолейцин

K: Лізин

L: Лейцин

M: Метіонін

N: Аспарагін

P: Пролін

Q: Глутамін

R: Аргінін

S: Серин

T: Треонін

V: Валін

W: Триптофан

Кодований геном білок за функцією належить до фосфопротеїнів. 
Задіяний у таких біологічних процесах, як вуглеводний обмін, метаболізм глікогену.